# 金亨燦
金亨燦（：／ Kim Hyeong-chan，1968年8月3日—），是大韓民國的政治人物，第14任釜山廣域市江西區區廳長。

## 事件
2022年3月上旬，黨內領先的前市議員李鍾煥不再謀求區廳長之位，轉而競選市議員，國民力量幾乎確定為首長人選但是，2022年3月25日，江西區前區長安炳海被登記為國民黨預備候選人，因此有可能在2022年3月25日與前區長安炳海進行較量。
但是，被確認為單候選人，以國民力量候選人的身份面對共同民主黨的盧基太前區廳長。在此過程中，前市長安炳海退出民權，獨立參選，但最終辭職，1:1對決確定。
結果，在第8次全國和同時舉行的地方選舉中，他贏得了盧基太候選人，當選為江西區區長。